# Jaap Eden Trofee 1985
15e Jaap Eden Trofee 1985 was een schaatsmarathon. Het is de vijftiende editie van de Jaap Eden Trofee die werd gehouden op zondag 3 november 1985 en plaatsvond op de Jaap Edenbaan in Amsterdam.  De winnaar van de vijftiende editie was bij de mannen Hein Vergeer, het zilver was voor Andries Kasper en het brons voor Co Giling. De winnaar van de tweede editie bij de vrouwen Boukje Keulen, het zilver was voor Yvonne van Gennip en het brons voor Petra Moolhuizen.

## Podia
| Klasse              | Eerste        | Tweede            | Derde            |
| ------------------- | ------------- | ----------------- | ---------------- |
| Top-divisie mannen  | Hein Vergeer  | Andries Kasper    | Co Giling        |
| Top-divisie vrouwen | Boukje Keulen | Yvonne van Gennip | Petra Moolhuizen |

## Uitslag Top-divisie mannen[1]
| #      | Rijder               | Nationaliteit | Ploeg | Ronde |
| ------ | -------------------- | ------------- | ----- | ----- |
| Goud   | Hein Vergeer         | Nederland     |       |       |
| Zilver | Andries Kasper       | Nederland     |       |       |
| Brons  | Co Giling            | Nederland     |       |       |
| 4      | Yep Kramer           | Nederland     |       |       |
| 5      | Frans Boon           | Nederland     |       |       |
| 6      | Hilbert van der Duim | Nederland     |       |       |
| 7      | Henk Portengen       | Nederland     |       |       |
| 8      | Ruud Christoffers    | Nederland     |       |       |
| 9      | Theun Busser         | Nederland     |       |       |
| 10     | Evert van Benthem    | Nederland     |       |       |
| 11     | Rein Jonker          | Nederland     |       |       |
| 12     | Jan Kooiman          | Nederland     |       |       |
| 13     | Oege Ferwerda        | Nederland     |       |       |
| 14     | Gerard Rietveld      | Nederland     |       |       |
| 15     | Bennie van der Weide | Nederland     |       |       |
| 16     | Bennie van der Weide | Nederland     |       |       |
| 17     | Jan Eise Kromkamp    | Nederland     |       |       |
| 18     | Wim Vos              | Nederland     |       |       |
| 19     | Piet Manden          | Nederland     |       |       |
| 20     | Alex Janssen         | Nederland     |       |       |

## Uitslag Top-divisie vrouwen[2]
| #      | Rijder            | Nationaliteit | Ploeg | Ronde |
| ------ | ----------------- | ------------- | ----- | ----- |
| Goud   | Boukje Keulen     | Nederland     |       |       |
| Zilver | Yvonne van Gennip | Nederland     |       |       |
| Brons  | Petra Moolhuizen  | Nederland     |       |       |
| 4      | Erna Uitham       | Nederland     |       |       |
| 5      | Coby Borst        | Nederland     |       |       |
| 6      | Lilian van Tol    | Nederland     |       |       |
| 7      | Tilly Alderts     | Nederland     |       |       |

1971 · 
1972 · 
1973 ·
1974 · 
1975 · 
1976 · 
1977 · 
1978 · 
1979 · 
1980 · 
1981 · 
1982 · 
1983 · 
1984 · 
1985 · 
1986 · 
1987 · 
1988 · 
1989 · 
1990 · 
1991 · 
1992 · 
1993 · 
1994 · 
1995 · 
1996 · 
1997 · 
1998 · 
1999 · 
2000 · 
2001 · 
2002 · 
2003 · 
2004 · 
2005 · 
2006 · 
2007 · 
2008 · 
2009 · 
2010 · 
2011 · 
2012 · 
2013 · 
2014 · 
2015 · 
2016 · 
2017 · 
2018 · 
2019 · 
2020 ·  
2021 · 
2022 · 
2023 · 
2024